# Primo amore (film, 2004)
Pour les articles homonymes, voir Primo amore.
Pour plus de détails, voir Fiche technique et Distribution.
Primo amore est un film italien réalisé par Matteo Garrone, sorti en 2004.

## Fiche technique
- Titre français : Primo amore
- Réalisation : Matteo Garrone
- Scénario : Matteo Garrone, Massimo Gaudioso et Vitaliano Trevisan d'après le livre Il cacciatore di anoressiche de Marco Mariolini
- Photographie : Marco Onorato
- Montage : Marco Spoletini
- Pays d'origine :  Italie
- Format : Couleurs - 1,85:1 - Dolby Digital
- Genre : Film dramatique
- Date de sortie : 2004

## Distribution
- Vitaliano Trevisan : Vittorio
- Michela Cescon : Sonia
- Elvezia Allari : Anna
- Paolo Capoduro : Paolo